# Serhij Baltača
Serhij Baltača (ukrajinština: Сергій Балтача; 17. února 1958, Mariupol) je bývalý ukrajinský fotbalista, obránce, který reprezentoval Sovětský svaz. S jeho reprezentací získal stříbrnou medaili na mistrovství Evropy v roce 1988. Získal též bronz na olympijských hrách v Moskvě roku 1980. Hrál také na mistrovství světa v roce 1982. Je mistrem Evropy do 21 let z roku 1980 a mistrem světa do 20 let z roku 1977. Na ME sehrál jedno utkání, na MS pět. Za národní tým nastupoval v letech 1980–1988, odehrál 45 utkání, v nichž vstřelil 2 branky, z toho jednu na světovém šampionátu ve Španělsku v roce 1982, v zápase proti Novému Zélandu. V letech 1976–1988 hrál za Dynamo Kyjev, v sezóně 1985/86 s ním vyhrál Pohár vítězů pohárů. Slavil s ním rovněž čtyři tituly mistra SSSR (1980, 1981, 1985, 1986). V roce 1976 krátce hostoval v Metalistu Charkiv, po odchodu ze Sovětského svazu hrál druhou nejvyšší anglickou soutěž za Ipswich Town (1988–1990) a nejvyšší skotskou soutěž za St. Johnstone (1990–1993). Stal se prvním Sovětem, který hrál anglickou profesionální ligu. Na britských ostrovech již zůstal žít. Jeho dcera Elena Baltachová se stala tenistkou reprezentující Británii, jeho syn Sergei Baltacha fotbalistou reprezentujícím Skotsko.